# Szürke galóca
A szürke galóca (Amanita excelsa, Amanita spissa) az osztatlan bazídiumú gombák (Homobasidiomycetes) osztályába, a kalaposgombák (Agaricales) rendjébe, ezen belül a galócafélék (Amanitaceae) családjába tartozó faj.
A latin spissa jelentése vastag, sűrű. Az előbbi a gomba kalapjára, az utóbbi a lemezeire vonatkozik.
Az excelsa jelentése magas, emelkedett.
Elias Magnus Fries svéd mikológus Agaricus Excelsus-nak nevezte el 1821-ben, Paul Kummer pedig 1871-ben az Amanita nemzetségbe sorolta és az Amanita excelsa nevet adta neki.

## Előfordulása
Európa nagy részén és Észak-Amerikában megtalálható.
Magyarországon helyenként gyakori faj, de a párducgalócánál ritkább.
Júniustól októberig a lomb-, és fenyőerdőkben fordul elő leggyakrabban, de a síkságokon és hegyvidékeken is fellelhető.
Egyenként nő, vagy néhány gomba található együtt.

## Megjelenése

### Kalapja
Vastag, húsos, átmérője a 15 cm-t is elérheti. Fiatalon félgömb alakú, majd ellaposodik. Felszíne sima, széle fiatalon nem bordázott, fényes, barna színű, melyet fehér vagy világosszürke, szabálytalan, érdes, lisztszerű bevonat borít.

### Húsa
Fehér színű, néha szürkés árnyalatú, szilárd állagú, lédús, vágásra nem színeződik. 
Szaga kissé kellemetlen, dohos, krumpli-, vagy retekszagra emlékeztető.

### Lemezei
Sűrűn, szabadon állók, a tönkhöz nem kapcsolódnak, élük finoman szabdalt. Fehér színűek, később sem változik meg a színük.

### Spórái
- Szín: fehér
- Nagyság: 9-10 x 7-8 µm
- Alak: ovális[10]

### Tönkje
8–12 cm magas és 2–3 cm széles, hengeres formájú, üreges, töve gumósan megvastagodott, a burokból származó, apró rücskökkel borított. A gallérja fehér színű, nagyméretű és bordázott, magasan helyezkedik el, és a többi galóca fajtól ellentétben nem foszlik el gyorsan.
A tönk, a gallér felett bordázott, alatta szálas mintázatú. Bocskora nincsen.

## Fogyaszthatósága
Nyersen mérgező, csak alapos sütés, főzés után fogyasztható (minimum 20 perc hőkezelés), de megfőzve is általában élvezhetetlen, földízű.
De ami miatt nem ajánlott a fogyasztása, hogy nagyon könnyen össze lehet téveszteni a mérgező párducgalóca szürkésebb színű példányaival.

## Képgaléria
|  |  |  |  |

## Összetéveszthetősége

### Hasonló fajok
- Párducgalóca (Megkülönböztető jegyek: A tönkjének alja peremesen gumós, a kalapon pedig többnyire szabályosak a fehér burokmaradványok. A kalapperem bordázottságát, vagy annak hiányát nem szabad meghatározásnál figyelembe venni. Ez a gombafaj halálosan mérgező.)[5]
- Barna galóca (Megkülönböztető jegyek: Gallérja nem bordás. Mérgező faj.)[12]
- Piruló galóca (Megkülönböztető jegyek: Húsa vörösödik sérüléskor, valamint a tönkje és kalapja is rózsaszínes árnyalatú. Nyersen mérgező, alapos sütés-főzés után fogyasztható csak.)[5]
- Bíbor galóca[9] (Nyersen mérgező, de főzés után is kellemetlen szaga és íze marad ezért étkezési érteke nincsen.)[5]
- Szürke selyemgomba (Megkülönböztető jegyek: Nincsen gallérja, a kalap széle erősen szabdalt, tönkje pedig sima és egyenes. Nyersen mérgező, alapos sütés-főzés után fogyasztható csak.)[9]

|  |  |  |  |  |

|  |  |  |  |  |